# ヨアヒム1世 (ブランデンブルク選帝侯)

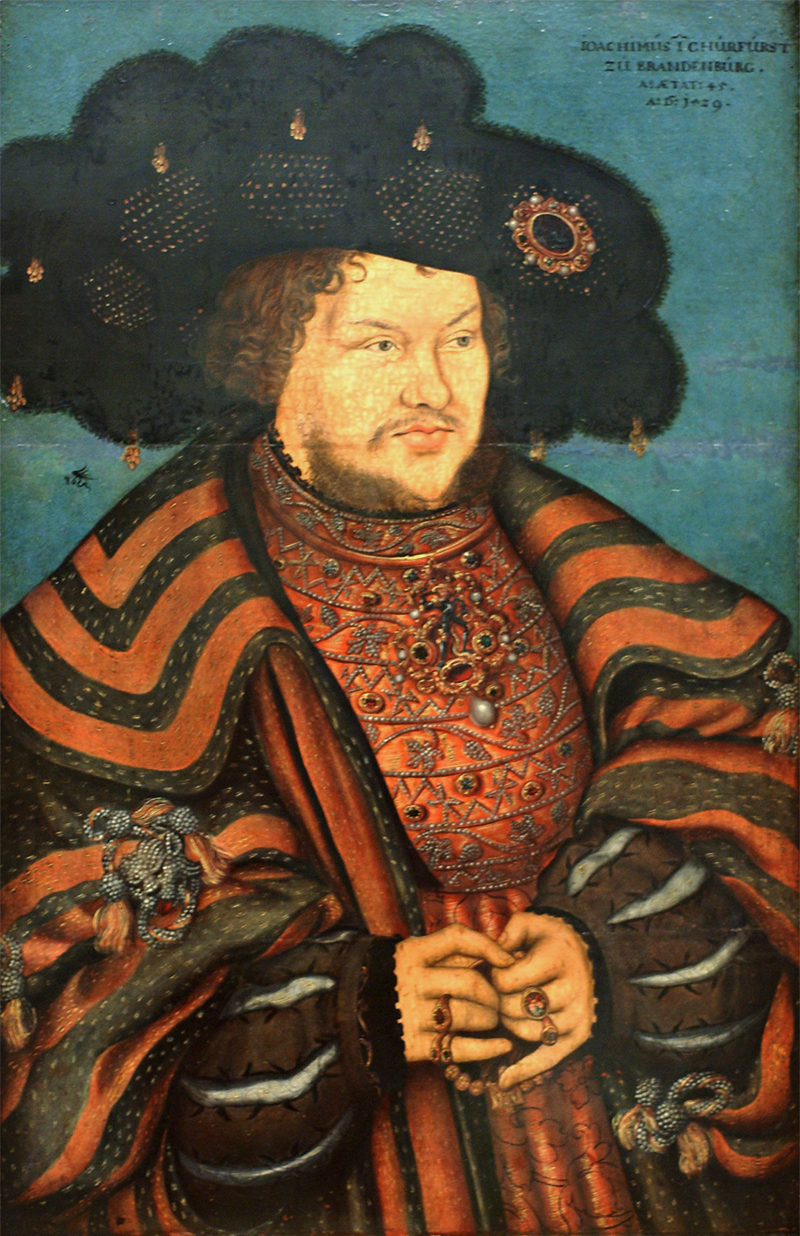
ヨアヒム1世ネストル
（クラナッハ画、1529年以降）

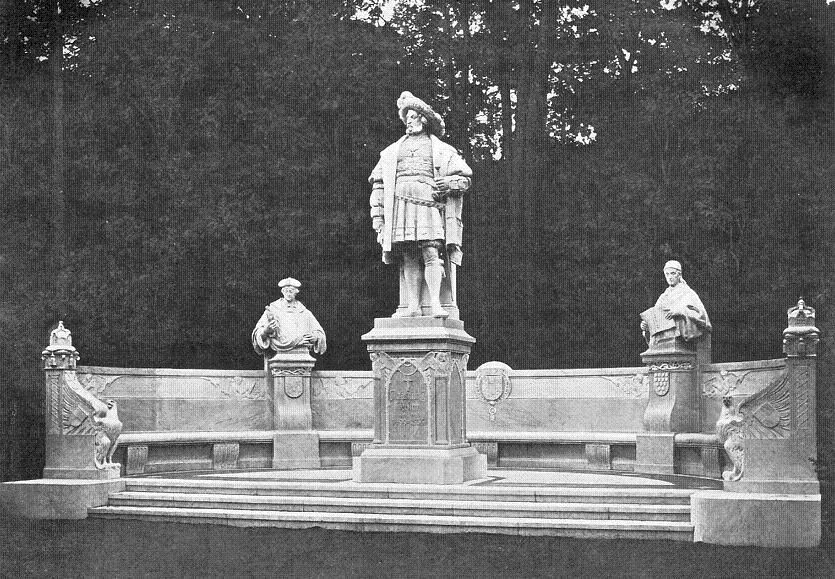
ベルリンの勝利の並木道にあったヨアヒム1世の像群

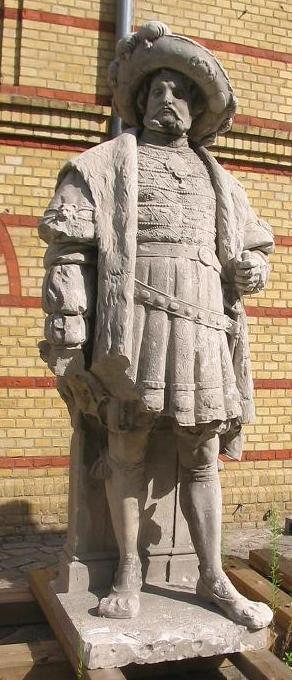
シュパンダウ城塞に置かれているヨアヒム1世の像

ヨアヒム1世ネストル（Joachim I. Nestor, 1484年2月21日 - 1535年7月11日）は、ブランデンブルク選帝侯（在位：1499年 - 1535年）。ヨハン・ツィーツェロとテューリンゲン方伯ヴィルヘルム3世の娘マルガレーテの長男。ネストルの添え名（コグノーメン）はギリシア神話の登場人物にちなんだものである。

## 生涯
1490年から1498年まで、ヨアヒム1世はフランケン地方のホーエンツォレルン家の出身地で教育を受けた。1499年に父ヨハン・ツィーツェロが亡くなると、当時まだ15歳だったヨアヒムは金印勅書に反して、当初は叔父のアンスバッハ辺境伯フリードリヒ2世の後見のもと、10歳の弟アルブレヒトとともに辺境伯領の統治を継承した。兄弟の共同統治は、アルブレヒトがマクデブルク大司教に就任する1513年まで続いた。1514年にアルブレヒトがマインツ大司教に就任すると、ホーエンツォレルン家は選帝侯票を2票獲得し、帝国大宰相としても特に重要な地位を占めた。
ヨアヒムは君主として、意思が強く、時には冷酷で、幅広い利益に関心を持っていた。その冷酷さは、厳格な法律およびそれによる統治で特に顕著に示された。1506年にフランクフルトにブランデンブルク大学が創立されたことは重要である。また、ヨアヒムが1527年にローマ法に基づいた『Constitutio Joachimica』により領内に与えた統一相続法も注目に値する。権力の座に就いて以来、ヨアヒムは強盗騎士に対しても断固として容赦ない対応を取り、それにより在地貴族に対するホーエンツォレルン家の力を強化した。1506年、ヨアヒムは40人の貴族を含む70人の強盗騎士を絞首刑にした。
1524年、リンドー＝ルッピン伯ヴィヒマンの死後、ヨアヒムは当初帝国直属と見なされていたルッピン領を「没収された領地」として没収し、ブランデンブルク辺境伯領と統合することに成功した。ホーエンツォレルン家は何世代にもわたって、隣接するポメラニア公領、ひいては豊かなハンザ同盟の都市があるバルト海沿岸に対する権利を主張してきた。1479年、ポメラニア公ボギスラフ10世はブランデンブルク家への忠誠の誓いを強要されたが、特許状の発行によりヴォルムス帝国議会（1521年）においてポメラニアを帝国諸侯として承認させることができた。1523年にボギスラフ10世が死去すると、ヨアヒムはボギスラフ10世の息子で後継者であるゲオルク1世とバルニム9世を武力的に脅した。1529年、最終的にグリフ家の男系が断絶した場合に備え、グリムニッツ条約でポメラニア公領の継承を保証させた（最終的には1637年の西ポメラニアの買収につながった）。その見返りとして、ゲオルクはヨアヒムの娘マルガレーテと結婚し、同時にブランデンブルクから帝国直属の諸侯であることを認められた。
1519年の皇帝選挙の前に、ヨアヒム1世は当初フランス王フランソワ1世を支持したが、最終的にはハプスブルク家のカール5世に投票した。
宗教政策の点では、ヨアヒムは宗教改革に激しく反対していた。弟のアルブレヒト枢機卿による免罪符の販売は、宗教改革の引き金を引くこととなった。一方、ヨアヒムの妻であるデンマーク王女エリザベトはルター派の教義に傾倒し、1528年に夫のもとからヴィッテンベルクへ逃亡した。ヨアヒムの統治下においては、ユダヤ人に対する残忍な迫害も起こった。1503年、領主らの主張により、ヨアヒム1世は辺境伯領からのユダヤ人の追放を布告した。1510年、ベルリン高等裁判所は30人以上のユダヤ人に火刑の判決を下した。
1525年、お抱えの宮廷占星術師ヨハン・カリオンは、クロイツベルク（当時はテンペルホーファー・ベルク）で大洪水を予告し、選帝侯を避難させた。選帝侯はオカルト科学に興味があり、ヨハンネス・トリテミウスとも交流があった。
ヨアヒムは1534年に書いた遺言の中で、ブランデンブルク辺境伯領を永久にカトリックのもとにおくよう相続人に求めた。祖父アルブレヒト・アヒレスが起草した家法（Dispositio Achillea）に反して、ヨアヒムはノイマルクの一部を次男のヨハンに譲渡することとし、選帝侯位は長男のヨアヒム2世が継承した。しかし、ヨハンが息子を持たずに亡くなったため、領地はヨアヒム1世の孫であるヨハン・ゲオルクのもとで再統一された。

## 結婚と子女
父の死により選帝侯位を継承して間もない1502年に、デンマーク・ノルウェー・スウェーデンの王ハンスの娘エリザベトと結婚、5人の子を儲けた。
- ヨアヒム2世（1505年 - 1571年）
- アンナ（1507年 - 1567年） - メクレンブルク＝ギュストロー公アルブレヒト7世と結婚。
- エリーザベト（1510年 - 1558年） - ブラウンシュヴァイク＝カレンベルク公エーリヒ1世と結婚、ヘンネベルク伯ポッポ12世と再婚。
- マルガレーテ（1511年 - 1577年） - 1530年にポンメルン公ゲオルク1世と結婚、1534年アンハルト＝ツェルプスト侯ヨハン4世と再婚。
- ヨハン（1513年 - 1571年） - ブランデンブルク＝キュストリン辺境伯

## 勝利の並木道の像
1900年、彫刻家ヨハネス・ゲッツは、ベルリンの勝利の並木道の記念碑群19を、ヨアヒムの像を中心に設計した。脇を固める像として、弟のアルブレヒトとルブシュ司教ディートリヒ・フォン・ビューローの胸像があった。宮廷衣装を着たホーエンツォレルンの勝利の大通りの最初の像は、1529年のルーカス・クラナッハの肖像画に基づいた、選帝侯の衣装が詳細に再現されていた。広い襟とスリットのパフスリーブの華やかなショールを、数珠形のプールポワンと膝丈のスカートの上に羽織っている。ゲッツは、ロザリオを手に持つ敬虔なカトリック教徒としてのクラナッハの肖像を採用せず、剣を持ち、威圧的でエネルギッシュな表情で、選帝侯を厳格なルネッサンスの諸侯として表現した。この描写は、ヨアヒム1世の選帝侯としての名誉ある地位を強調している。ヨアヒムは優れた弁論家であったと言われており、それがヨアヒムにネストルというあだ名を与えることとなった。
ヨアヒムの治世における宗教政治的および科学的側面は、2人の脇役により表現された。さらに、像の基部にあるヨアヒムは彼の敬虔さを象徴し、樫の枝は堅固さを象徴し、角の柱のフクロウは知恵を象徴していた。ヨアヒムのモットー「IUDICIO ET IUSTITIA（判断と正義をもって）」が台座に記され、裏側には強盗に関与した騎士の処刑から身を守ろうとするブランデンブルク辺境伯領の強盗騎士の諺通りの脅しが描かれていた。リンデンベルク卿の処刑後、ユンカーのオッターシュテットは、一緒に狩猟旅行をしていたヨアヒムの寝室にチョークで次のように書いたと言われている。
「ヨアヒム、ヨアヒム、隠れて。捕まえたら絞首刑にするよ。」 - 台座の碑文
ヨアヒム1世は後に騎士オッターシュテットを裏切り者とした。この記念碑は、勝利の並木道の他の像に比べよく保存されており、わずかな損傷しか見られない。2009年5月以降、シュパンダウ城塞に置かれている。